# 穆里愛
《穆里愛》（法語：Muriel ou le Temps d'un retour）是一部於1963年上映的法國劇情片。該片由亞倫·雷奈執導。它是雷奈繼《广岛之恋》和《去年在馬倫巴》第三部長片，與這些電影一樣，均講述了將回憶或想像的過去與當下的生活相融合的挑戰。它還間接地參考了阿尔及利亚战争中帶有爭議的主題，而戰爭也在電影近期結束。《穆里愛》是第二次與簡·凱侯合作，他曾創作《夜與霧》的劇本。

## 劇情
一名經營古董業務的寡婦海倫的前男友阿方斯探訪了她在濱海布洛涅的公寓。她的繼子伯納德被他在阿爾及利亞服兵役時曾參與折磨一個名叫穆里愛的女孩的記憶而感到痛苦。
故事發生在1962年9月至10月之中的15天（劇本為每一幕提供了特定的日期和時間，但這些在電影中並不明顯）。一段長鏡頭發生在頭一天（該持續了45分鐘：阿方斯和他的「姪女」弗朗索瓦，以及海倫和伯納德的介紹，以及他們之間的第一餐）。另外一組長鏡頭發生在最後一天（週日午餐和被揭示的真相，以及主要角色以及他們不同的方向的零零落落）。中間的日子用一系列破碎的場景表示，這些場景按時間順序排列，但很少連續，並且時間的流逝是模糊的。

## 角色
- 黛芬·賽赫意 飾 伊蓮娜·奧格漢，約40歲的寡婦古董商，她對16歲時與阿方斯的戀情以及1939年雙方無法解釋的分手方式的記憶依舊保持迷戀。
- 让-皮埃尔·凯里安（英语：Jean-Pierre Kérien） 飾 阿方斯·諾亞德，伊蓮娜曾經的情人，他說他在阿爾及利亞度過了很多年，經營一家酒吧。
- 尼塔·克萊因 飾 弗朗索瓦，一個有抱負的年輕女演員，與年長的阿方斯有染，並請求離開他之前要花點時間。
- 尚恩-巴提斯特狄·艾黑 飾 伯納德，海倫的繼子，最近因在阿爾及利亞服兵役而回國，在那裡他對一個名叫穆里愛的女孩進行酷刑而使他記憶猶新。
- 馬丁·瓦特爾 飾 瑪麗·多，伯納德離離合合的女朋友，準備出發在南美重新生活。
- 克勞德·塞恩瓦爾 飾 羅蘭德·斯莫克，布洛涅房地產開發商和伊蓮娜的炮友。
- 洛朗斯·巴迪（英语：Laurence Badie） 飾 克勞德，她是赫勒（Hélène）的朋友，與她分享賭博的嗜好。
- 尚恩·錢皮恩（英语：Jean Champion） 飾 歐內斯特，阿方斯的姐夫。
- 菲利普·洛登巴哈（英语：Philippe Laudenbach） 飾 羅伯特，伯納德在阿爾及利亞的一名同行士兵，現在是美洲國家組織的活躍成員。
- 法蘭西絲·柏汀（英语：Françoise Bertin） 飾 西蒙妮
- 让·达斯特（英语：Jean Dasté），飾 帶羊的男人，曾從阿爾及利亞回來。

## 籌拍
安納托爾·道曼和簡·凱侯於1959年首次討論《穆里愛》這個項目。他們在雷奈製作《去年在馬倫巴》以及其他兩個與阿爾及利亞戰爭主題相關的項作品（未完成）的過程中創作了劇本。凱侯雖然主要是詩人和小說家，但他對電影的製作和編輯很感興趣，他為《穆里愛》製作了劇本，其中概述了幾乎所有復雜的編輯鏡頭。
電影於1962年11月開拍，並於1963年1月殺青。場景設置在滨海布洛涅，這個地方幾乎是影片中的另一個角色，這個城鎮的中心在遭受廣泛的戰爭破壞後迅速重建，並呈現為古代和現代，過去和未來之間的不確定性平衡。伊蓮娜公寓中大部分事情發生的鏡頭都是在埃皮奈的杜蒙工作室中其中一個佈景所拍攝的，但雷奈要求設計師雅克·索爾尼爾精確地重建他在布洛涅（Boulogne）所見過的真實公寓，甚至是木製品的顏色也要精確無誤。公寓的裝飾風格是現代的，但是由於伊蓮娜從事古董商生意，所以它裝滿了各種風格和時期隨著電影進程而不斷變化的家具。。雷奈解釋了他的意圖：「我們竭盡所能給人一種不完整、不安的印象……電影的挑戰是要以彩色拍攝，這是必不可少的，決不能移動相機位置，要在設想場景（時間）後的一周拍攝，不要再添油加醋，以及不做任何事使其更漂亮。」
拍攝持續了12到13週，是雷奈電影中最長的拍攝時間。根據Resnais的說法，電影中大約有800鏡，而不是通常的450鏡；許多靜態相機設置非常耗時；而在電影的最後一鏡中，相機才移動。
電影的配樂由汉斯·维尔纳·亨策創作，他採用了多次固定相機拍攝的視覺原理，而獲得了反映電影結構碎片化的音樂風格。一系列歌詞由卡洛爾（丽塔·史塔里希飾）演唱，並貫穿整部電影；雷奈將原聲帶中的單詞相對缺乏清晰度歸因於讓德國作曲家（當時不講法語）處理法語單詞所產生。這些歌詞的全部內容都包含在電影的已出版劇本中。
歌曲《Déja》在電影結尾由歐內斯特清唱，歌詞講述時間的流逝，是於1928年保羅·希爾和保羅·梅為音樂評論所創作。這是電影中因雷奈對“音樂廳”和劇院產生興趣而產生的幾個元素之一。

## 反響
電影於1963年7月24日在巴黎首映，並於1963年9月在威尼斯影展放映。大多數媒體和公眾都給予非常差的評價。雷奈後來觀察到，這是他製作的最昂貴，也吸引了最少觀眾的電影。他還指出了一個矛盾之處，那就是它後來幾乎成為一部邪典電影，它給公眾帶來的困難歸因於它的主要角色是不斷犯錯的人，這引起了不安感。
儘管如此，它還是引起了法國電影導演和評論家的極大關注。 法蘭索瓦·杜魯福於1964寫了關於這部電影的文章，承認其苛刻的性質，但批評影評人未能參與其核心要素。「《穆里愛》是一部原型上十分簡單的電影。這是每個人的每句句子都以『我……』開頭的故事。」杜魯福還注意到電影有向亞弗列·希治閣致敬（包括餐廳外導演的一比一照片）；「他『在多個層面上的深入影響』……讓《穆里愛》……成為給予『懸疑片大師』最有效的致敬」。

## 外部鏈接
- 互联网电影数据库（IMDb）上《穆里愛》的资料（英文）
- 豆瓣电影上《穆里愛》的資料 （简体中文）
- 爛番茄上《穆里愛》的資料（英文）